# Венгі (Тургау)
Венгі (нім. Wängi) — громада  в Швейцарії в кантоні Тургау, округ Мюнхвілен.

## Географія
Громада розташована на відстані близько 130 км на північний схід від Берна, 9 км на південний схід від Фрауенфельда.
Венгі має площу 16,4 км², з яких на 14,4% дозволяється будівництво (житлове та будівництво доріг), 68,1% використовуються в сільськогосподарських цілях, 16,8% зайнято лісами, 0,6% не є продуктивними (річки, льодовики або гори).

## Демографія
2019 року в громаді мешкало 4769 осіб (+14,3% порівняно з 2010 роком), іноземців було 15,1%. Густота населення становила 290 осіб/км².
За віковим діапазоном населення розподілялося таким чином: 22,4% — особи молодші 20 років, 60,9% — особи у віці 20—64 років, 16,7% — особи у віці 65 років та старші. Було 1924 помешкань (у середньому 2,4 особи в помешканні).
Із загальної кількості 1943 працюючих 147 було зайнятих в первинному секторі, 783 — в обробній промисловості, 1013 — в галузі послуг.